# فائزة الكافي
فائزة الكافي ولدت في 3 يوليو 1949 في تونس العاصمة، هي سياسية تونسية.

## السيرة الذاتية

### الدراسة
تحصلت على الأستاذية في القانون العام من كلية الحقوق بتونس وعلى شهادة أخرى من المدرسة الوطنية للإدارة بتونس. تابعت كذلك تكوين متخصص في التخطيط التربوي من المعهد الدولي للتخطيط التربوي التابع لليونسكو.

### المسار المهني
في 1971، أصبحت رئيسة مصلحة في وزارة التربية التونسية، وأصبحت بعدها نائبة مدير ثم مديرة الإحصائيات والتخطيط التربوي. في 1983، انتقلت إلى وزارة الأسرة والنهوض بالمرأة كمديرة دراسات التخطيط. بهذه الصفة، شاركت في الوفد التونسي المشارك في المؤتمر العالمي الثالث للمرأة المنعقد في نيروبي. 

بين 1986 و1994، كانت مديرة السكان والأسرة ثم المديرة العامة للموارد البشرية في وزارة التخطيط والمالية. أسست في هذه الوزارة معهد البحوث والدراسات السكانية وقالت بإدارته.

### المسار السياسي
بعد وصول زين العابدين بن علي للحكم في 7 نوفمبر 1987، انضمت لحزب التجمع الدستوري الديمقراطي. في 1989، أصبحت مستشارة بلدية في أريانة، قبل أن تشارك في الانتخابات التشريعية التونسية 1994 وتفوز بمقعد في مجلس النواب عن دائرة أريانة الانتخابية. ترأست كذلك لفترتين متتاليتين الاتحاد الوطني للمرأة التونسية بين 1992 و1999.

في 22 أبريل 1999، عينت كوزيرة للبيئة والتهيئة الترابية في حكومة حامد القروي وواصلتها في حكومة محمد الغنوشي الأولى، وأصبحت بذلك أول امرأة تترأس هذه الوزارة في بلادها. ترأست وفد بلادها في المنتدى العالمي لوزراء البيئة المنعقد في 29 و30 مايو 2000 في مالمو السويدية، بينما شاركت في مؤتمر الأمم المتحدة للتغير المناخي لسنة 2000 في لاهاي وإكسبو 2000 في فانكوفر. غادرت الوزارة في 23 يناير 2001.

عينت في 23 يناير 2001 في منصب وزيرة التكوين المهني والتشغيل وبقيت فيه حتى 8 أكتوبر من نفس السنة. في 31 أكتوبر الموالي، عينت سفيرةً لتونس في فرنسا، وبقيت على رأس هذه السفارة حتى 6 أكتوبر 2003.

في 22 مارس 2004، عينت في منصب الرئيس الأول لدائرة المحاسبات وشغلت هذه المنصب حتى 6 أغسطس 2011. كانت بصفتها تلك عضوة المجلس الدستوري للجمهورية.

في 20 سبتمبر 2012، عينت عضوة في الهيئة التنفيذية الموسعة لحركة نداء تونس، ومنذ نوفمبر 2013 عضوة هيئتها التنفيذية. في مارس 2015، انتخبت عضوة في المكتب السياسي للحزب. استقالت من الحزب في يناير 2016.